# Theophilus (cratère)
Theophilus est un cratère lunaire situé sur la face visible de la Lune. Il se trouve près du Sinus Asperitatis au nord de la Mare Nectaris. Ce cratère copernicien est en partie dans le cratère voisin Cyrillus. Theophilus est situé dans les parages des cratères Mädler, Beaumont, Isidorus et Gaudibert. Le cratère Theophilus a un contour régulier. À l'intérieur s'élève un triple pic central, le pic occidental est désigné sous le nom de « Psi » (ψ), le pic oriental sous celui de « Phi » (φ) et le pic septentrional sous l'appellation « Alpha » (α). À l'extérieur, ses rebords sont formés de remparts découpés en terrasses multiples, engendrées par le phénomène de rebond isostatique et les glissements de terrain. Ses grands éjectas sont bien visibles en pleine lune.
Avec les deux autres grands cratères voisins Cyrillus et Catharina, ils forment tous les trois un groupe proéminent ceinturé par la courbe de la falaise Rupes Altai.
En 1935, l'Union astronomique internationale a donné, à ce cratère lunaire, le nom de l'astronome et patriarche grec Théophile d'Alexandrie.

## Cratères satellites

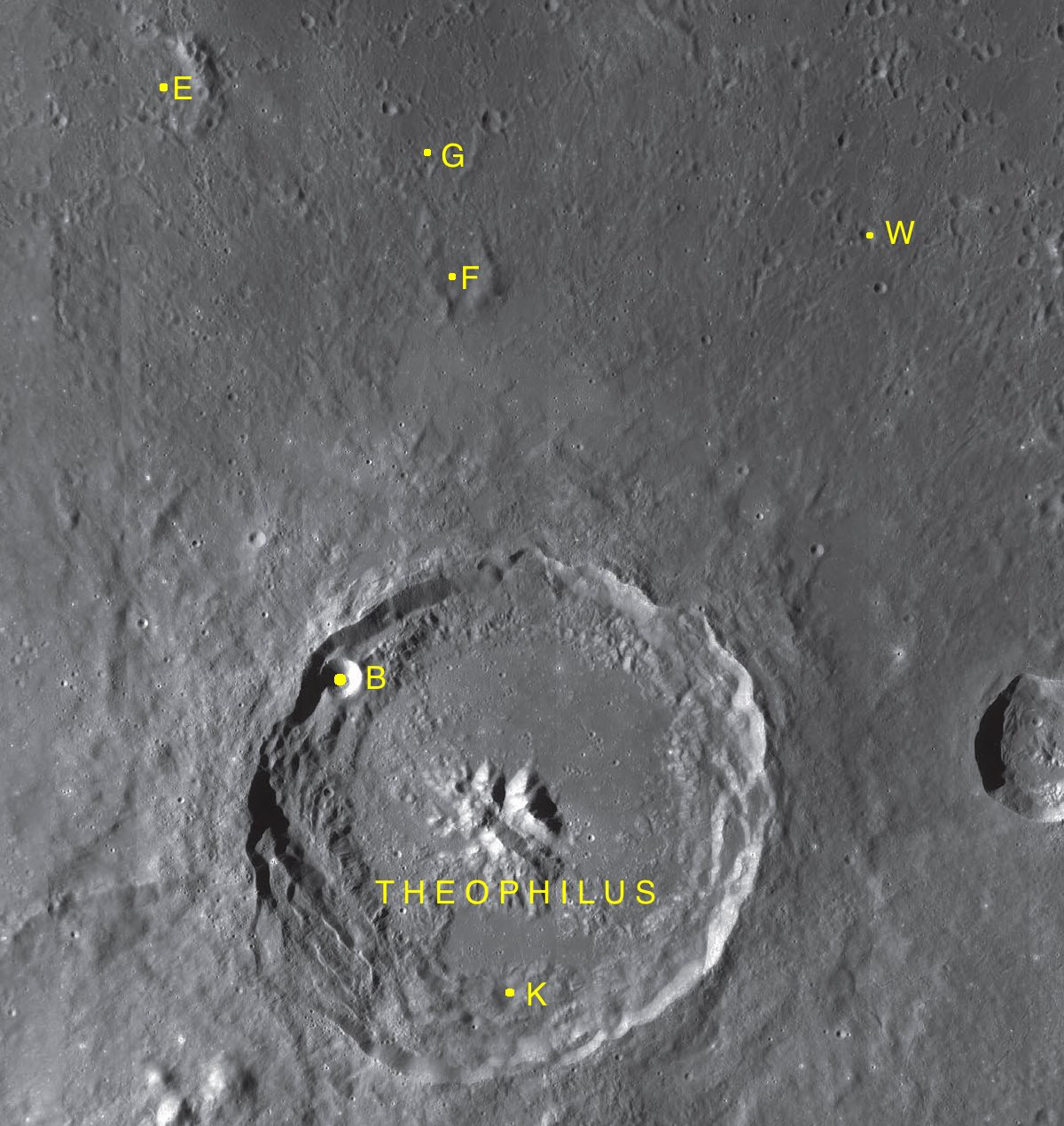
Carte des cratères satellites de Theophilus.

Par convention, les cratères satellites sont identifiés sur les cartes lunaires en plaçant la lettre sur le côté du point central du cratère qui est le plus proche de Theophilus.
| Theophilus | Latitude | Longitude | Diamètre |
| ---------- | -------- | --------- | -------- |
| B          | 10.5° S  | 25.2° E   | 8 km     |
| E          | 6.8° S   | 24.0° E   | 21 km    |
| F          | 8.0° S   | 26.0° E   | 13 km    |
| G          | 7.2° S   | 25.7° E   | 19 km    |
| K          | 12.5° S  | 26.3° E   | 6 km     |
| W          | 7.8° S   | 28.6° E   | 4 km     |